# Helicteres guazumifolia
Helicteres guazumifolia är en malvaväxtart som beskrevs av Carl Sigismund Kunth. Helicteres guazumifolia ingår i släktet Helicteres och familjen malvaväxter. Inga underarter finns listade i Catalogue of Life.